# Championnat de Finlande de football 1970
Navigation
Saison précédente Saison suivante
La saison 1970 du Championnat de Finlande de football était la 41e édition de la première division finlandaise à poule unique, la Mestaruussarja. Les douze meilleurs clubs du pays jouent les uns contre les autres à deux reprises durant la saison, à domicile et à l'extérieur. À la fin de la compétition, pour permettre le passage du championnat de 12 à 14 équipes, les 2 derniers du classement sont relégués et remplacés par les 4 meilleurs clubs d'Ykkonen, la deuxième division finlandaise.
C'est le Reipas Lahti qui remporte la compétition en terminant en tête du classement final du championnat, avec 3 points d'avance sur le MP Mikkeli et 5 sur l'un des promus, le HIFK, qui va donc découvrir la Coupe d'Europe la saison prochaine. Le tenant du titre, le KPV Kokkola ne prend que la 6e place, à 9 points du Reipas, qui manque l'occasion de réussir le doublé après sa défaite en finale de la Coupe de Finlande, après prolongations, face à son dauphin en championnat, le MP Mikkeli.

## Les 12 clubs participants
| - IKissat Tampere - Kuusysi Lahti - KPV Kokkola - Elo Kuopio - MP Mikkeli - Into Kemi - Promu de Ykkonen | - HJK Helsinki - HIFK - Promu de Ykkonen - Haka Valkeakoski - TPS Turku - KuPS Kuopio - Reipas Lahti |

## Compétition

### Classement
Le barème de points servant à établir le classement se décompose ainsi :
- Victoire : 2 points
- Match nul : 1 point
- Défaite : 0 point

| Rang | Équipe           | Pts | J  | G  | N | P  | Bp | Bc | Diff |
| ---- | ---------------- | --- | -- | -- | - | -- | -- | -- | ---- |
| 1    | Reipas Lahti     | 32  | 22 | 14 | 4 | 4  | 45 | 28 | +17  |
| 2    | MP Mikkeli C     | 29  | 22 | 12 | 5 | 5  | 60 | 31 | +29  |
| 3    | HIFK P           | 28  | 22 | 10 | 8 | 4  | 60 | 34 | +26  |
| 4    | KuPS Kuopio      | 27  | 22 | 10 | 7 | 5  | 35 | 25 | +10  |
| 5    | HJK Helsinki     | 25  | 22 | 9  | 7 | 6  | 37 | 26 | +11  |
| 6    | KPV Kokkola T    | 23  | 22 | 8  | 7 | 7  | 40 | 31 | +9   |
| 7    | TPS Turku        | 23  | 22 | 9  | 5 | 8  | 35 | 34 | +1   |
| 8    | Haka Valkeakoski | 20  | 22 | 7  | 6 | 9  | 31 | 34 | -3   |
| 9    | Kuusysi Lahti    | 19  | 22 | 9  | 1 | 21 | 31 | 38 | -7   |
| 10   | IKissat Tampere  | 18  | 22 | 8  | 2 | 12 | 28 | 42 | -14  |
| 11   | Into Kemi P      | 16  | 22 | 7  | 2 | 13 | 29 | 53 | -24  |
| 12   | Elo Kuopio       | 4   | 22 | 0  | 4 | 18 | 15 | 70 | -55  |

|  | Qualification pour la Coupe d'Europe des clubs champions 1971-1972                      |
|  | Qualification pour la Coupe des Coupes 1971-1972                                        |
|  | Qualification pour la Coupe UEFA 1971-1972                                              |
|  | Relégation en deuxième division                                                         |
|  | T Tenant du titre C Vainqueur de la Coupe de Finlande P Club promu de deuxième division |

## Bilan de la saison
| Championnat de Finlande de football 1970                  |                         |
| Champion                                                  | Reipas Lahti (3e titre) |
| Coupes et trophées                                        |                         |
| Vainqueur de la Coupe de Finlande 1970                    | MP Mikkeli              |
| Qualifications continentales                              |                         |
| Coupe d'Europe des clubs champions 1971-1972 Premier tour | Reipas Lahti            |
| Coupe des Coupes 1971-1972 Premier tour                   | MP Mikkeli              |
| Coupe UEFA 1971-1972 Premier tour                         | HIFK                    |
| Promotions et relégations                                 |                         |
| Promus en Mestaruussarja                                  | MiPK Mikkeli            |
| Promus en Mestaruussarja                                  | OTP Oulu                |
| Promus en Mestaruussarja                                  | TPV Tampere             |
| Promus en Mestaruussarja                                  | VPS Vaasa               |
| Relégués en Ykkonen                                       | Into Kemi               |
| Relégués en Ykkonen                                       | Elo Kuopio              |